# Companyia de Ferrocarrils d'Hokkaidō

Línies de JR Hokkaido

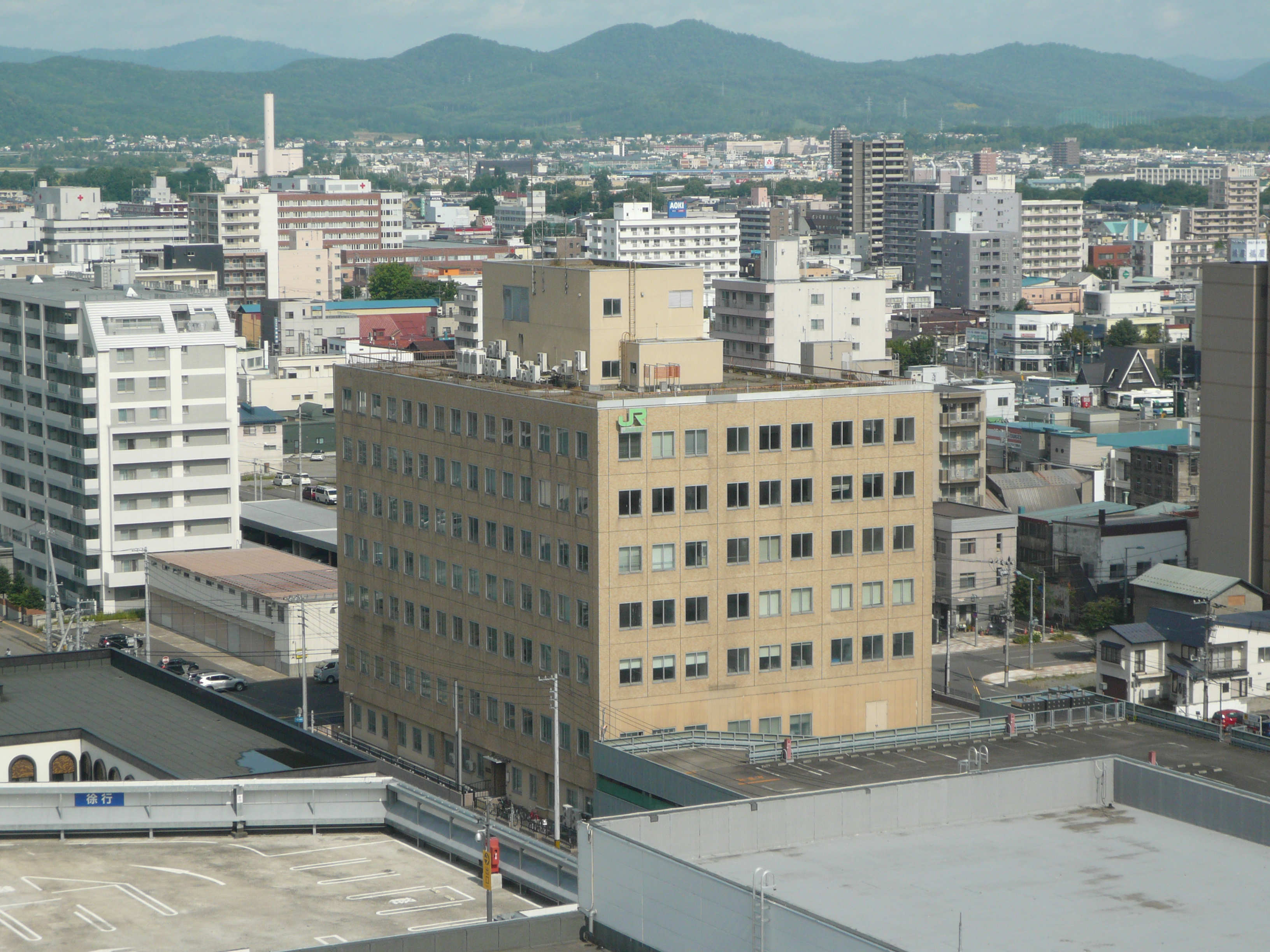
Oficina de JR Hokkaido a Asahikawa

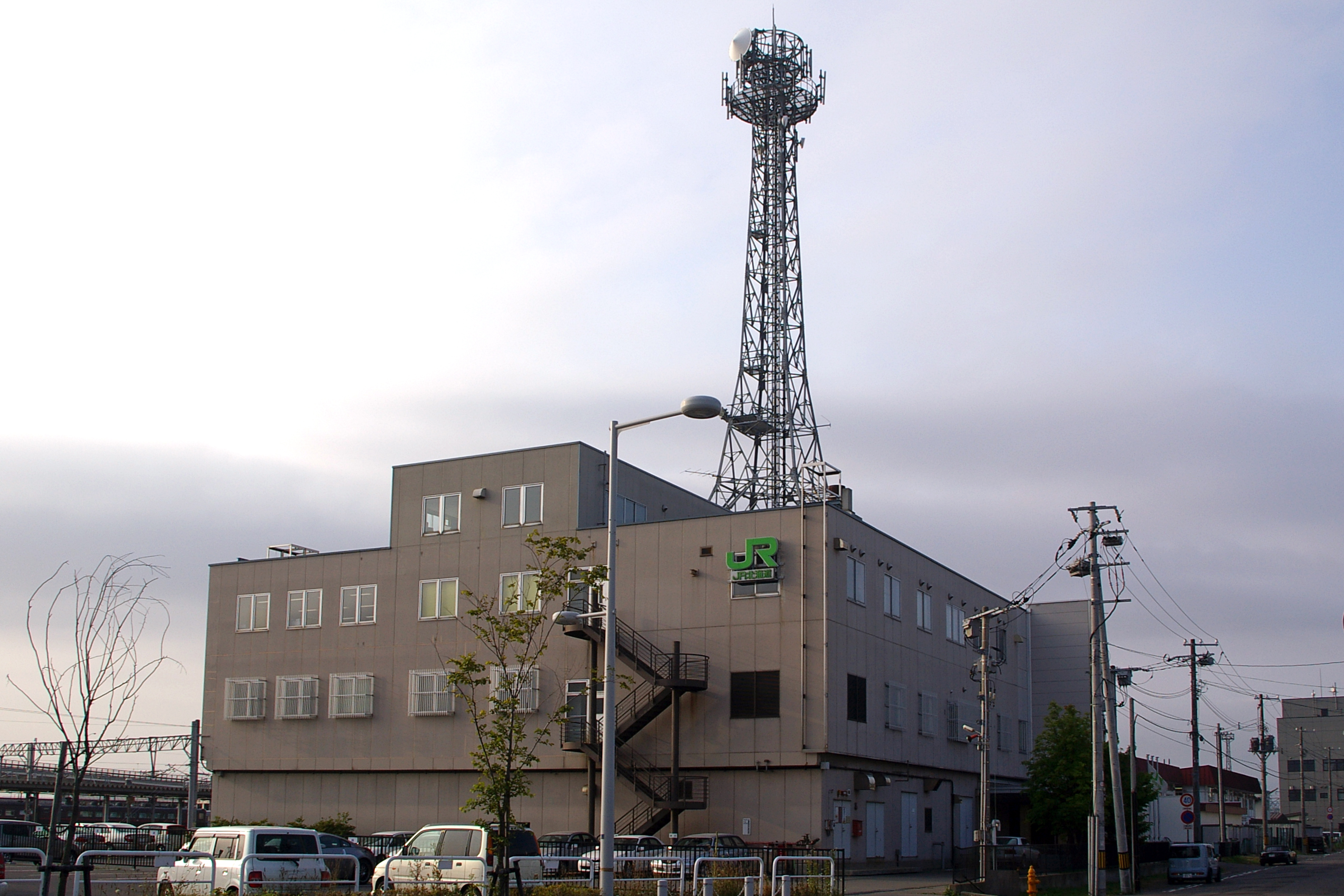
Oficina de JR Hokkaido a Hakodate

La Companyia de Ferrocarrils d'Hokkaidō (北海道旅客鉄道株式会社 Hokkaidō Ryokaku Tetsudō Kabushiki-gaisha), sovint coneguda amb el nom de JR Hokkaidō (JR北海道 Jeiāru Hokkaidō), és una companyia de ferrocarril que forma part del JR (Japan Railway) que opera a l'illa de Hokkaido, Japó. Es tracta d'una empresa de gestió i titularitat pública.

## Història
JR Hokkaidō va ser fundada l'any 1987, després de la privatització per part del govern japonès dels Ferrocarrils Nacionals Japonesos, els quals van donar pas al nou grup d'empreses JR (Japan Railway). Els ferrocarrils de l'illa de Hokkaido els va passar a gestionar l'empresa JR Hokkaido i la intenció del govern era poder-la privatitzar en el menor temps possible però no va ser així, ja que la densitat mitjana del transport de passatgers a l'illa és menor que a les altres empreses del grup JR fent que la gestió dels ferrocarrils hagi estat especialment difícil i la generació de beneficis mai ha estat suficient per poder generar interès al sector privat de manera que continua sent una empresa de titularitat estatal.
Des de fa uns anys la situació de l'empresa sembla empitjorar progressivament (l'any 2014 l'operadora va declarar que tots els serveis ferroviaris que prestava eren deficitaris) i tot i l'inici dels serveis de Shinkansen entre Tòquio i Hakodate el 2016 a través del Túnel de Seikan que havien de suposar un revulsiu per tota l'illa la situació no ha millorat.
Amb l'arribada dels trens Shinkansen a l'illa, la línia entre les estacions de Goryokaku i Kikonai va passar a ser propietat d'una nova empresa de capital públic anomenada South Hokkaido Railway que opera trens de passatgers al tram mencionat. Quan els trens Shinkansen arribin a la ciutat de Sapporo (previst l'any 2030), la línia convencional de Hakodate a Otaru deixarà de ser gestionada per JR Hokkaido.
El novembre del 2016 la companyia JR Hokkaidō anunciava que no podia mantenir la xarxa de 1.237 km només amb els ingressos que obté i les ajudes públiques. La disminució de la població a l'illa juntament amb l'augment de vehicles privats podrien ser algunes de les causes del declivi de l'empresa. Un cas que podria exemplificar la situació de JR Hokkaidō i de l'illa és el del ramal ferroviari a Yubari de 16 quilòmetres que es va clausurar el 31 de març del 2019. L'accentuada disminució de la població i la difícil situació financera de la ciutat van precipitar el tancament de la línia, que va ser de comú acord entre la companyia i el govern municipal.

## Línies

### Shinkansen
- Hokkaidō Shinkansen (Shin-Aomori - Shin-Hakodate-Hokuto)

### Regulars
- Línia Chitose (Numanohata - Shiroishi)
- Línia principal Hakodate (Hakodate - Asahikawa)
- Línia principal Muroran (Oshamanbe - Iwamizawa)
- Línia principal Nemuro (Takikawa - Nemuro)
- Línia Sekishō (Minami-Chitose - Shintoku)
- Línia Furano (Furano - Asahikawa)
- Línia principal Hidaka (Tomakomai - Samani)
- Línia principal Sekihoku (Shin-Asahikawa - Abashiri)
- Línia Kaikyō (Nakaoguni - Kikonai)
- Línia principal Rumoi (Fukagawa - Rumoi)
- Línia Sasshō (Sōen - Hokkaidō-Iryōdaigaku)
- Línia principal Senmō (Higashi-Kushiro - Abashiri)
- Línia principal Sōya (Asahikawa - Wakkanai)

### Desaparegudes
- Línia Chihoku (Ikeda - Kitami)
- Línia Esashi (Goryôkaku - Esashi)
- Línia Horonai (Iwamizawa - Horonai)
- Línia Matsumae (Kikonai - Matsumae)
- Línia principal Nayoro (Nayoro - Engaru)
- Línia Shibetsu (Shibecha - Nemuro-Shibetsu)
- Línia Shinmei (Fukagawa - Nayoro)
- Línia Tenpoku (Otoineppu - Minami-Wakkanai)
- Línia Utashinai (Sunagawa - Utashinai)

## Material rodant

### Unitat Elèctrica Múltiple

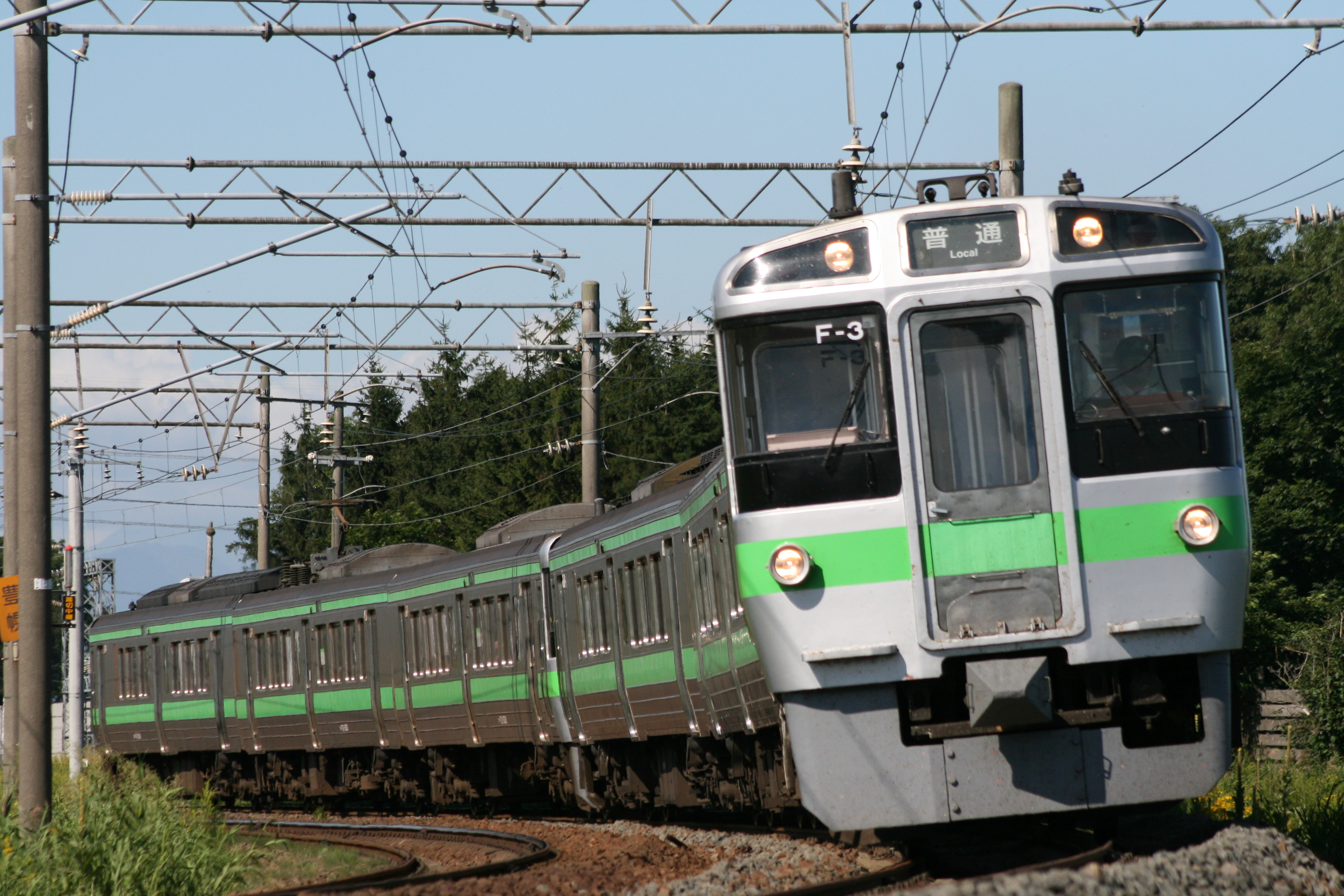
Sèrie 721
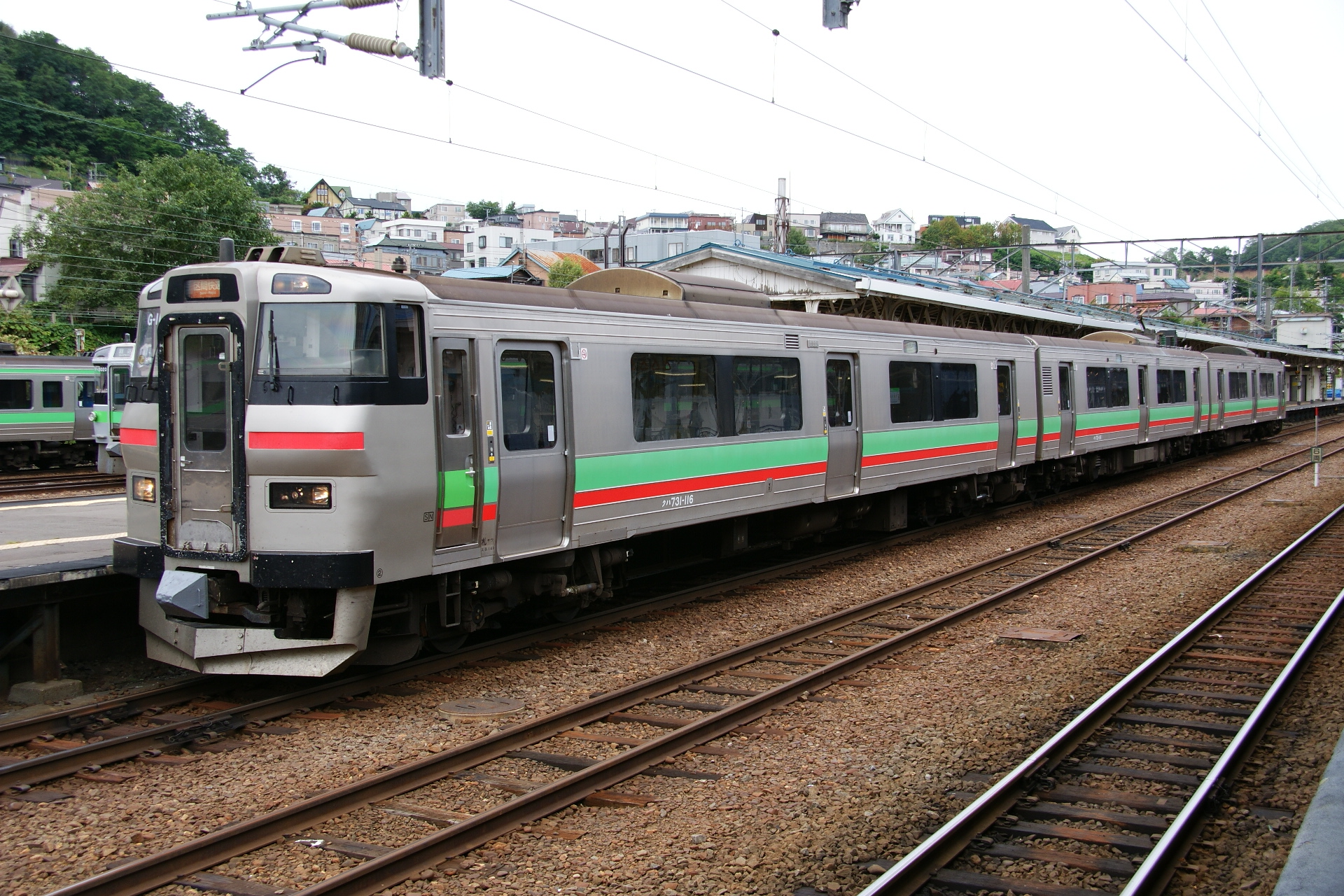
Sèrie 731
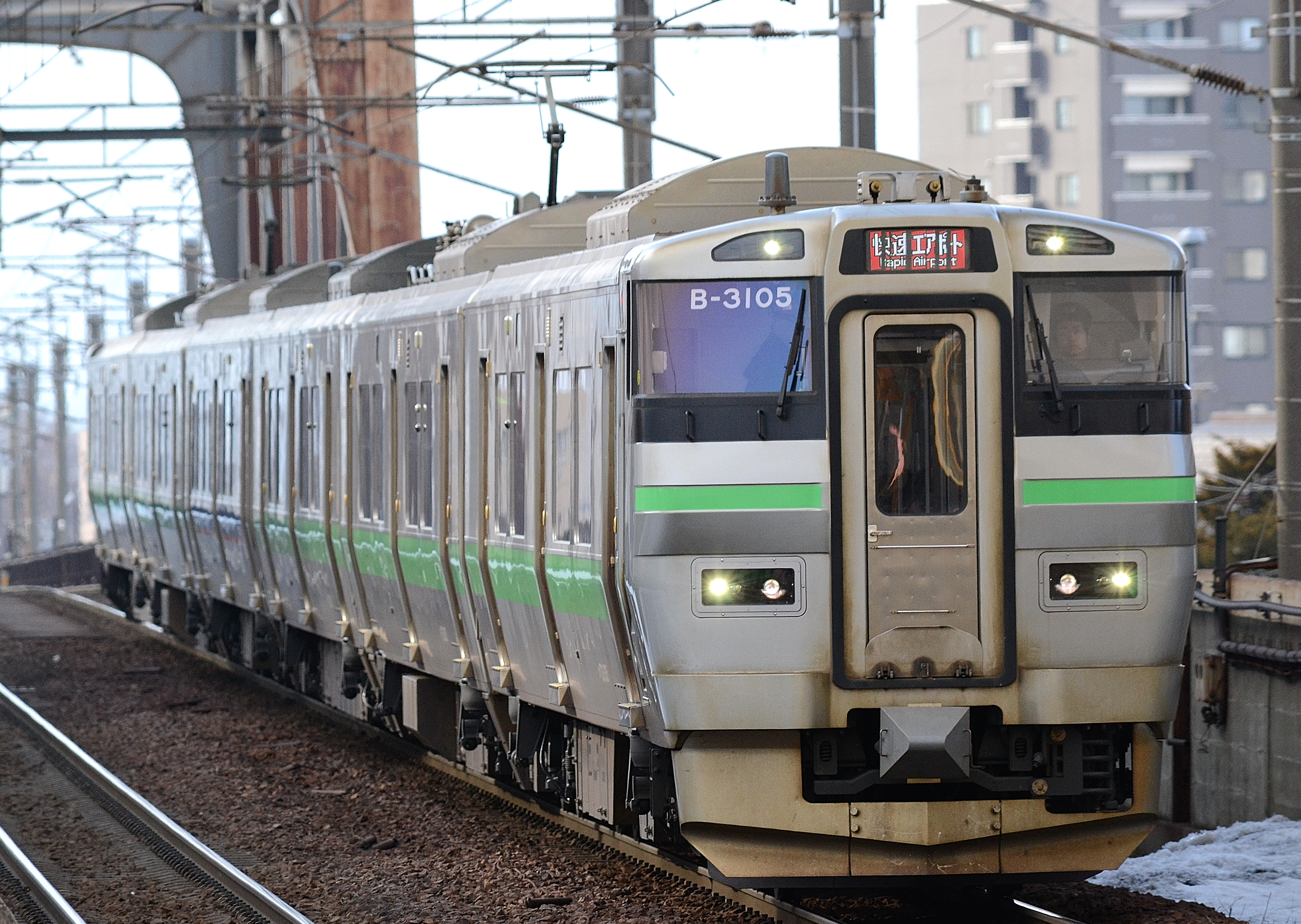
Sèrie 733
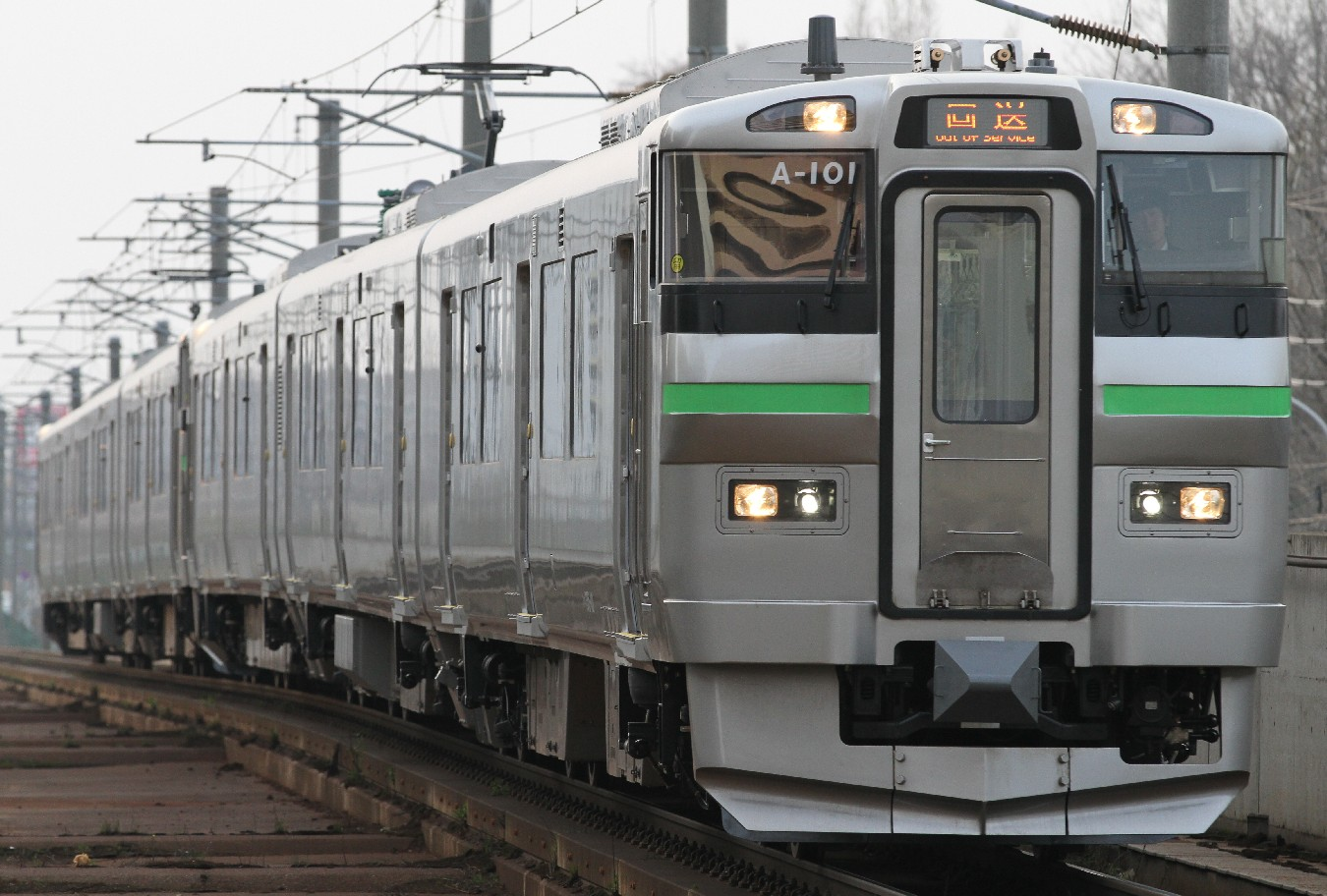
Sèrie 735
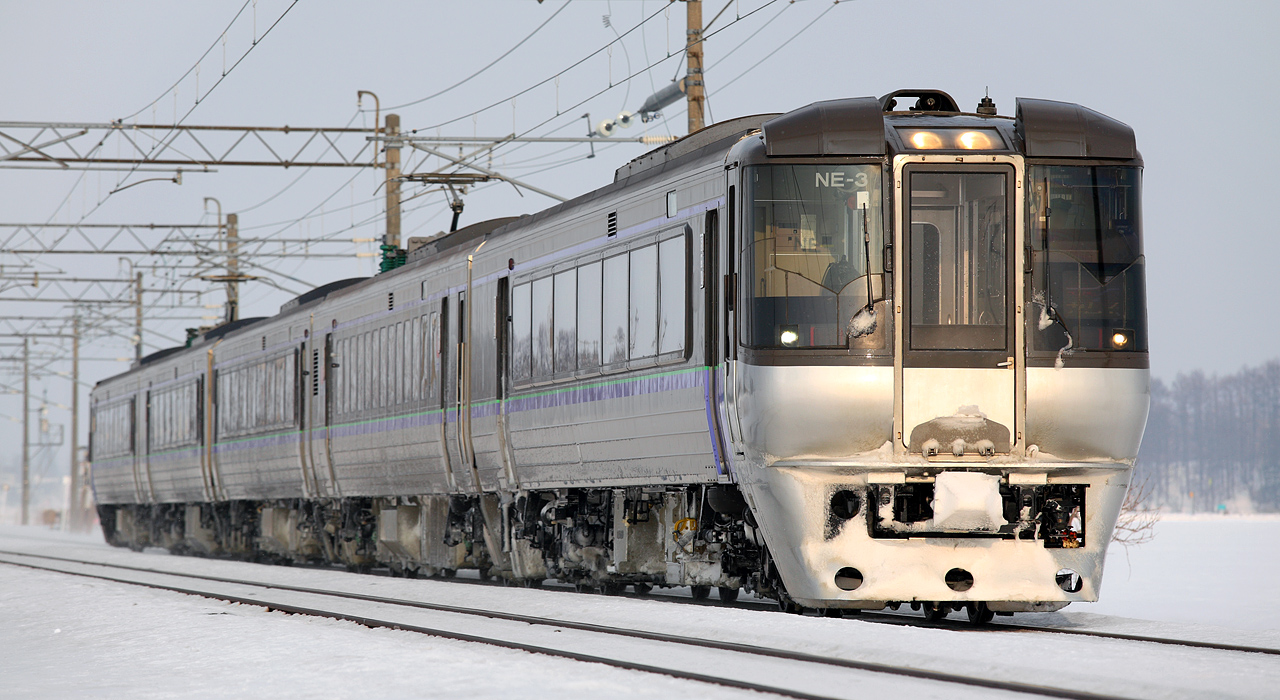
Sèrie 785
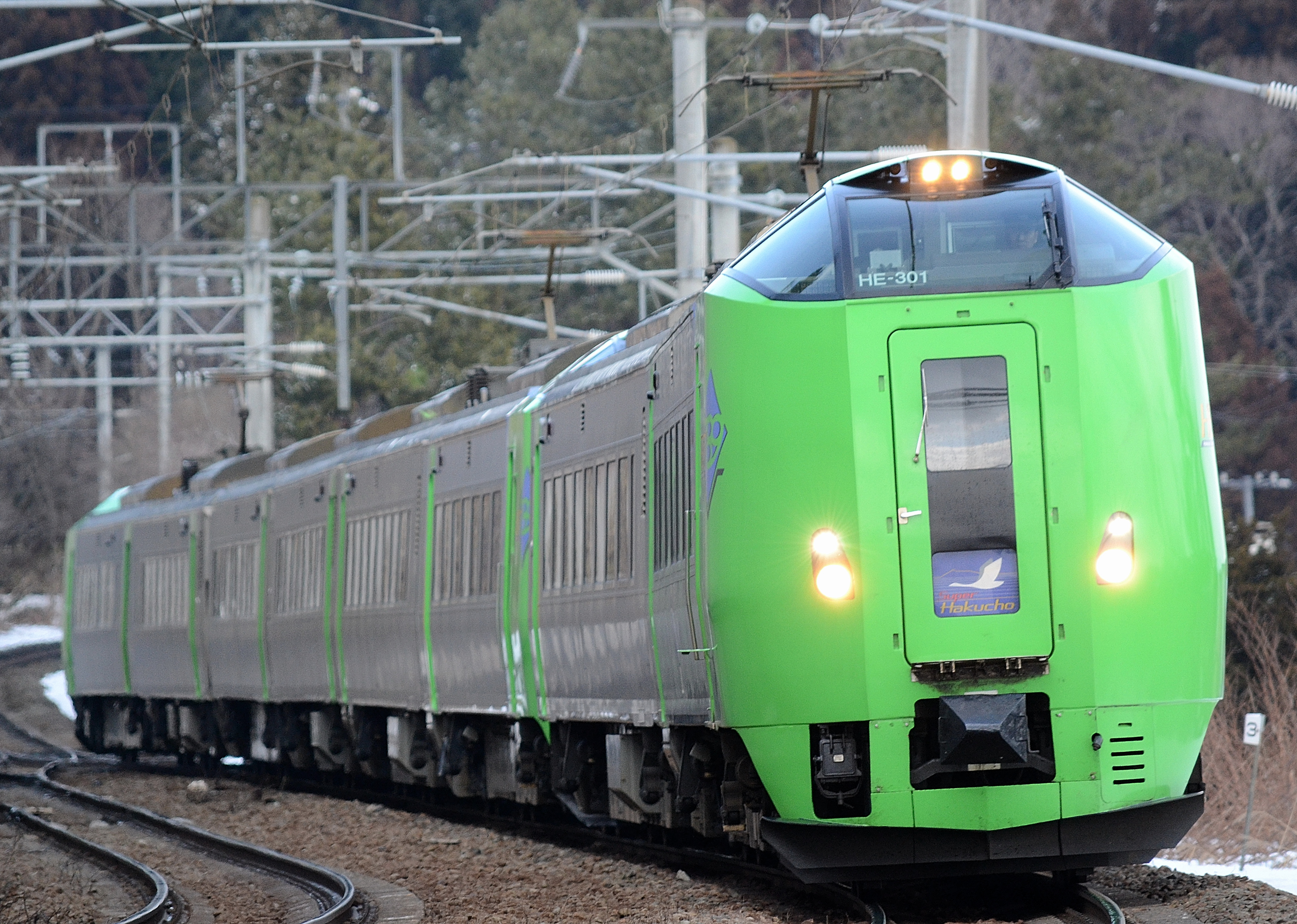
Sèrie 789

### Unitat Dièsel Múltiple

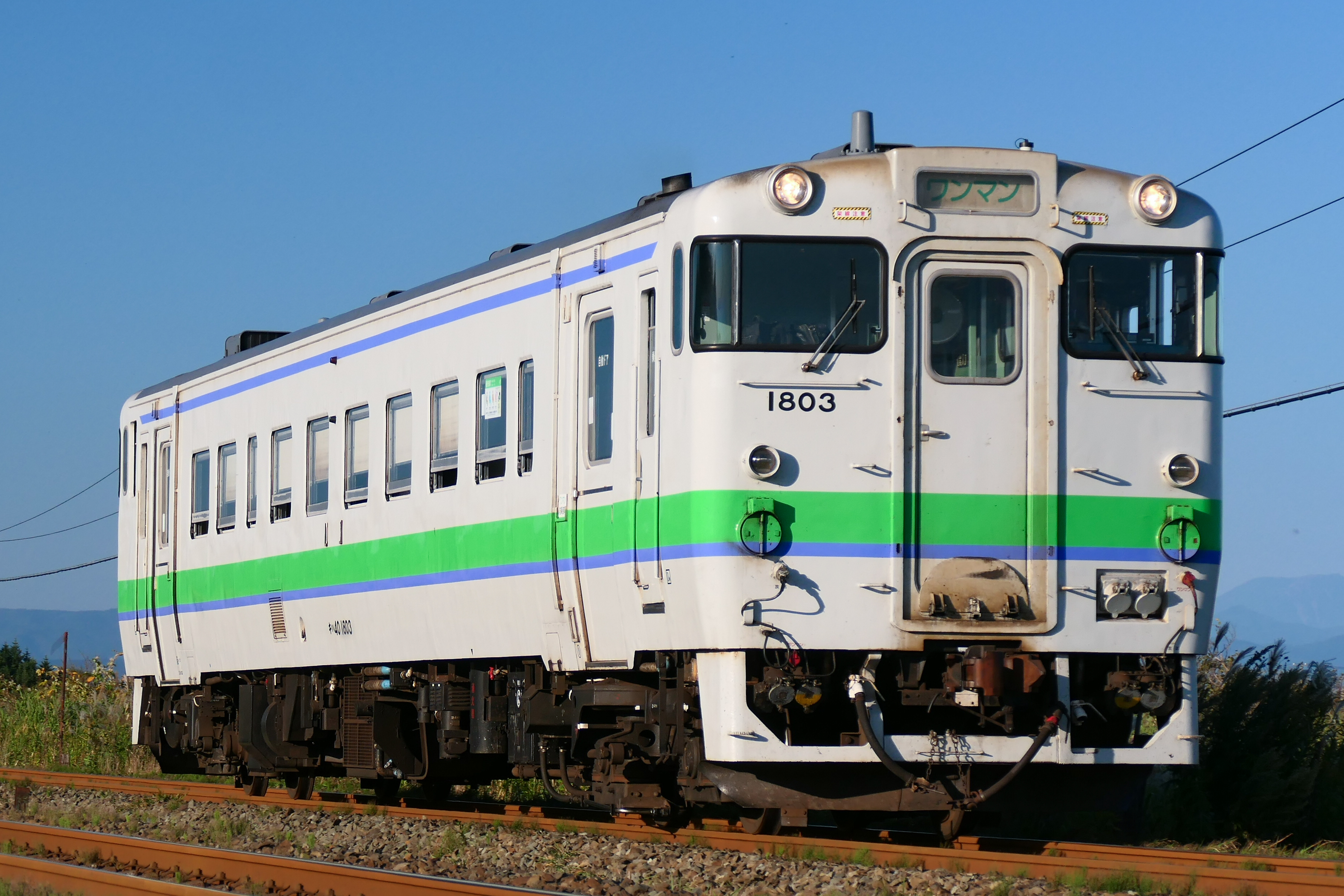
KiHa 40
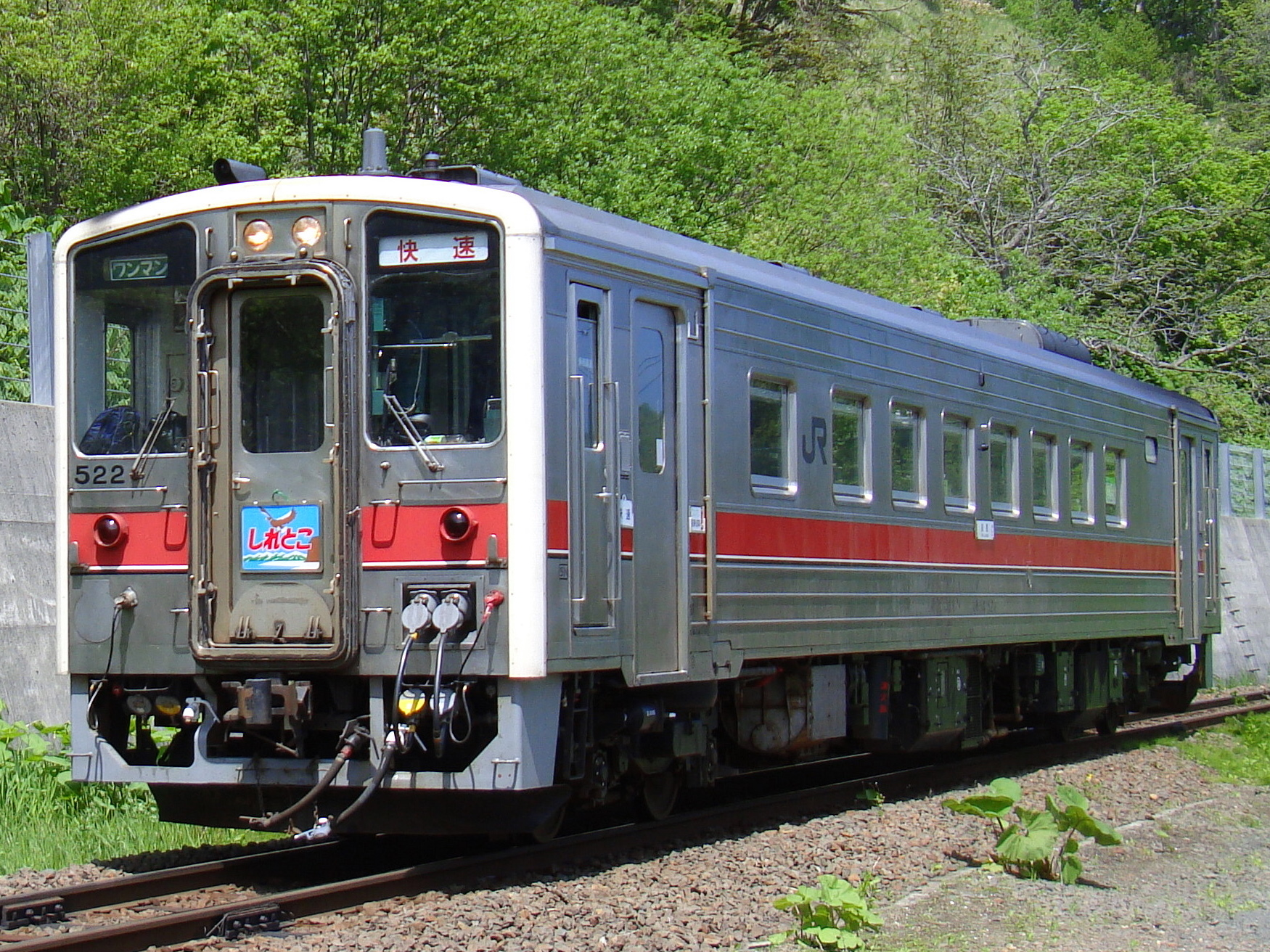
KiHa 54
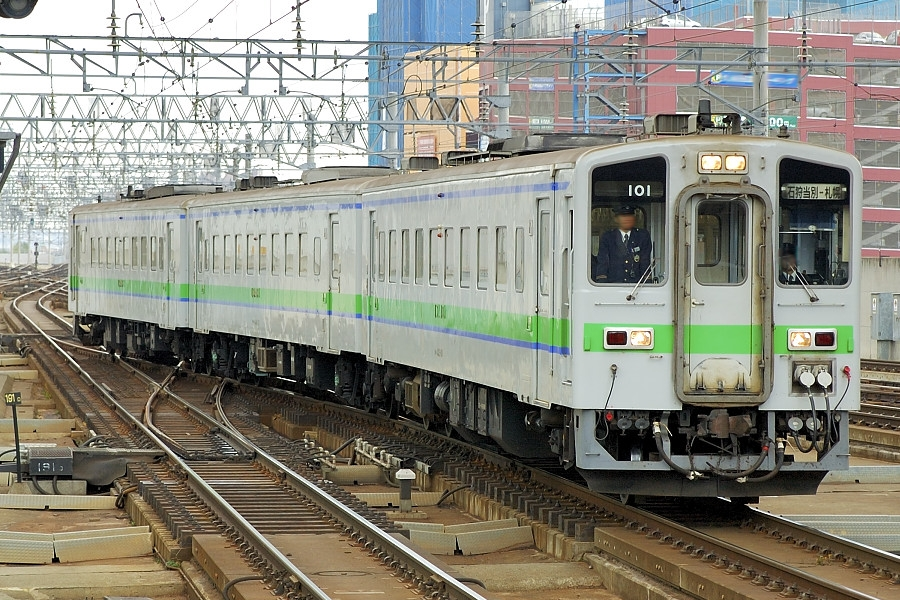
KiHa 141
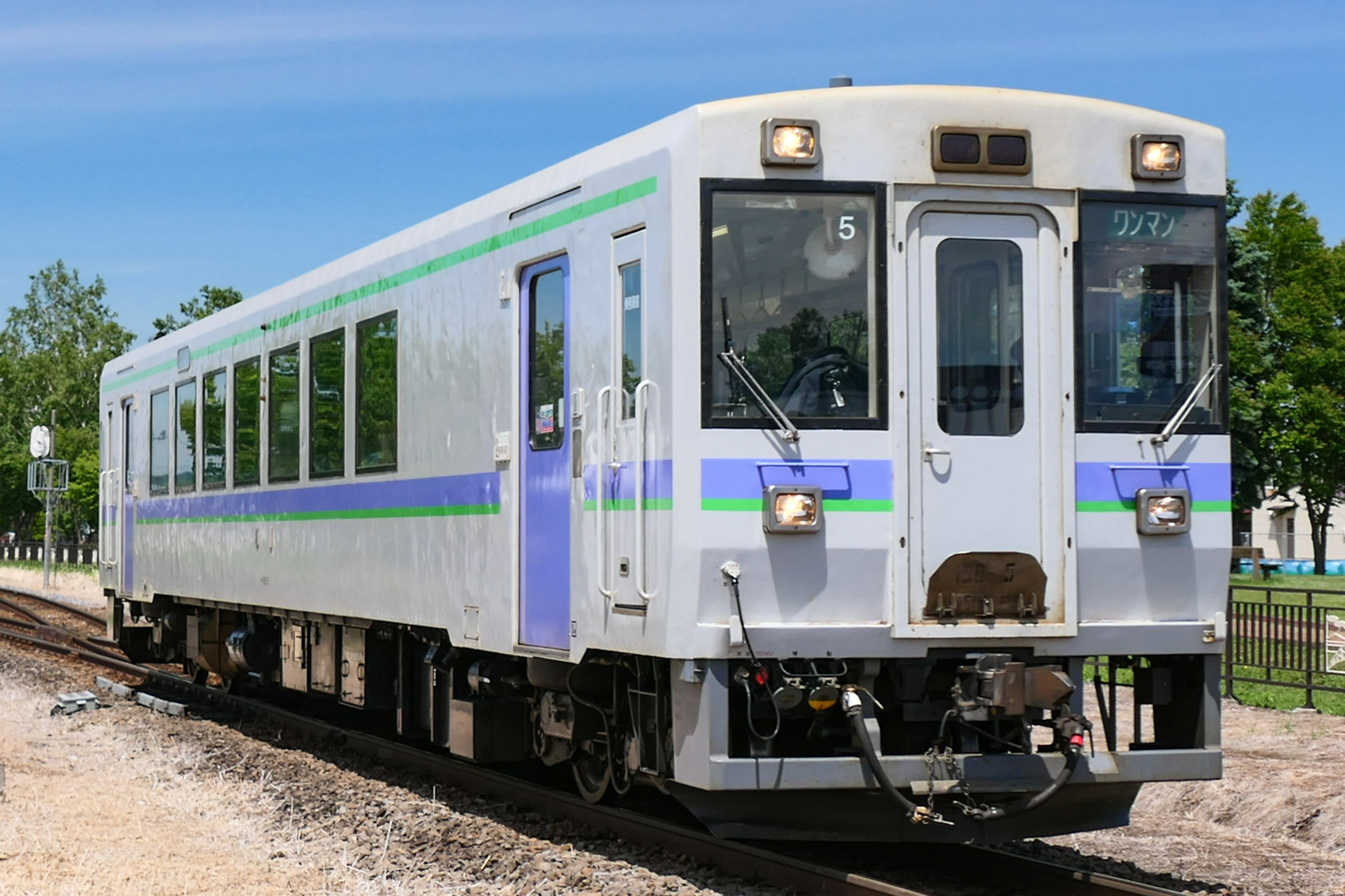
KiHa 150
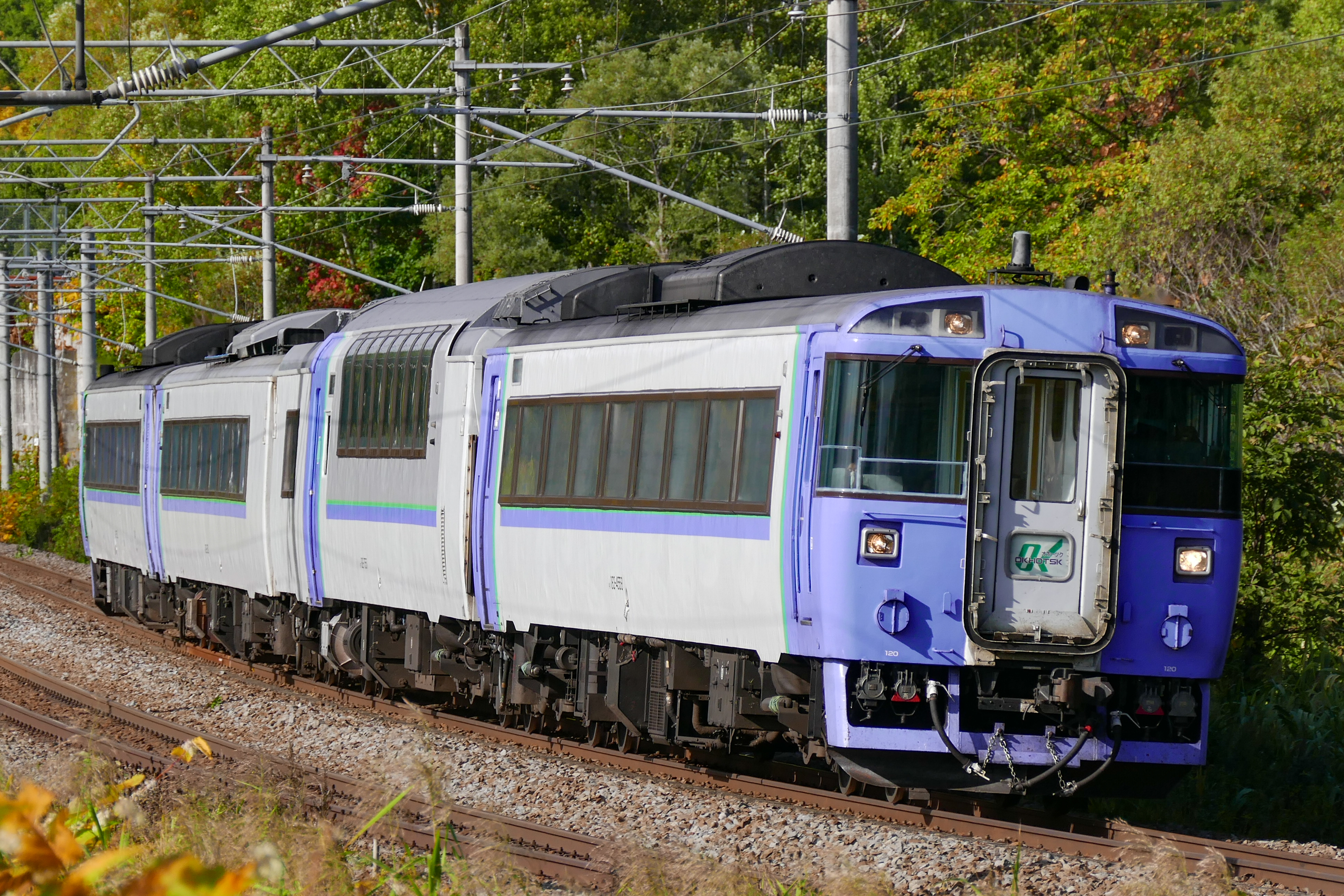
KiHa 183
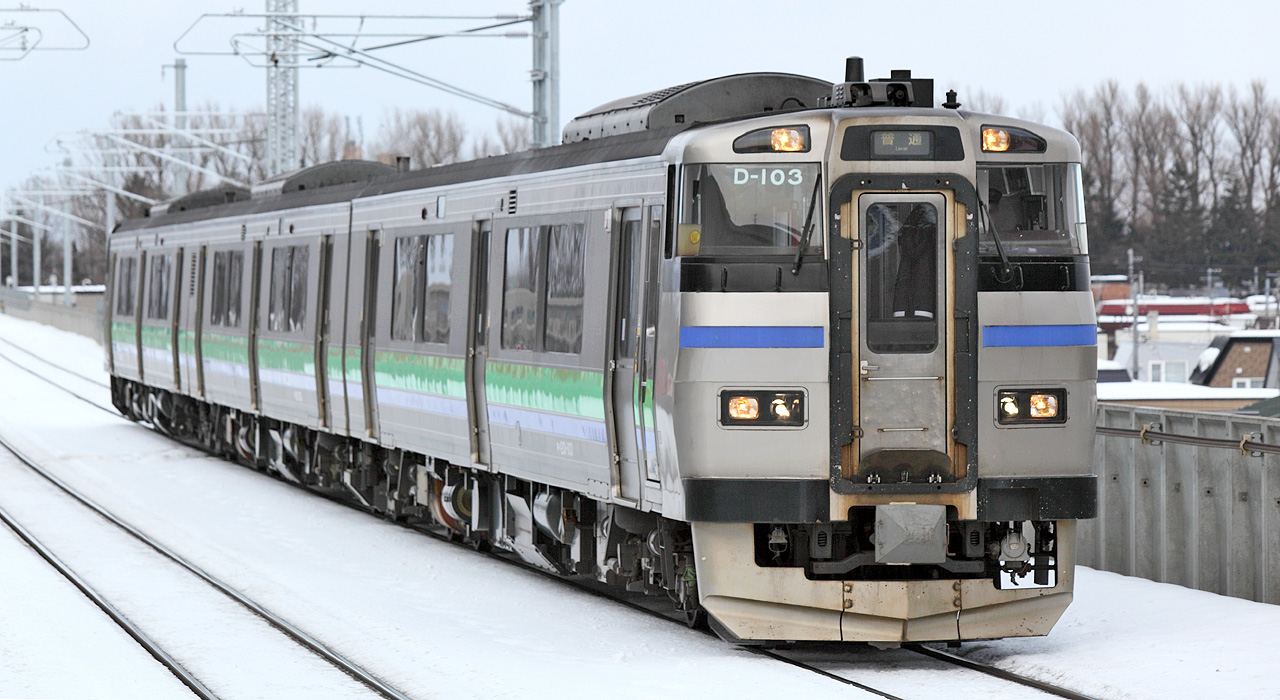
KiHa 201
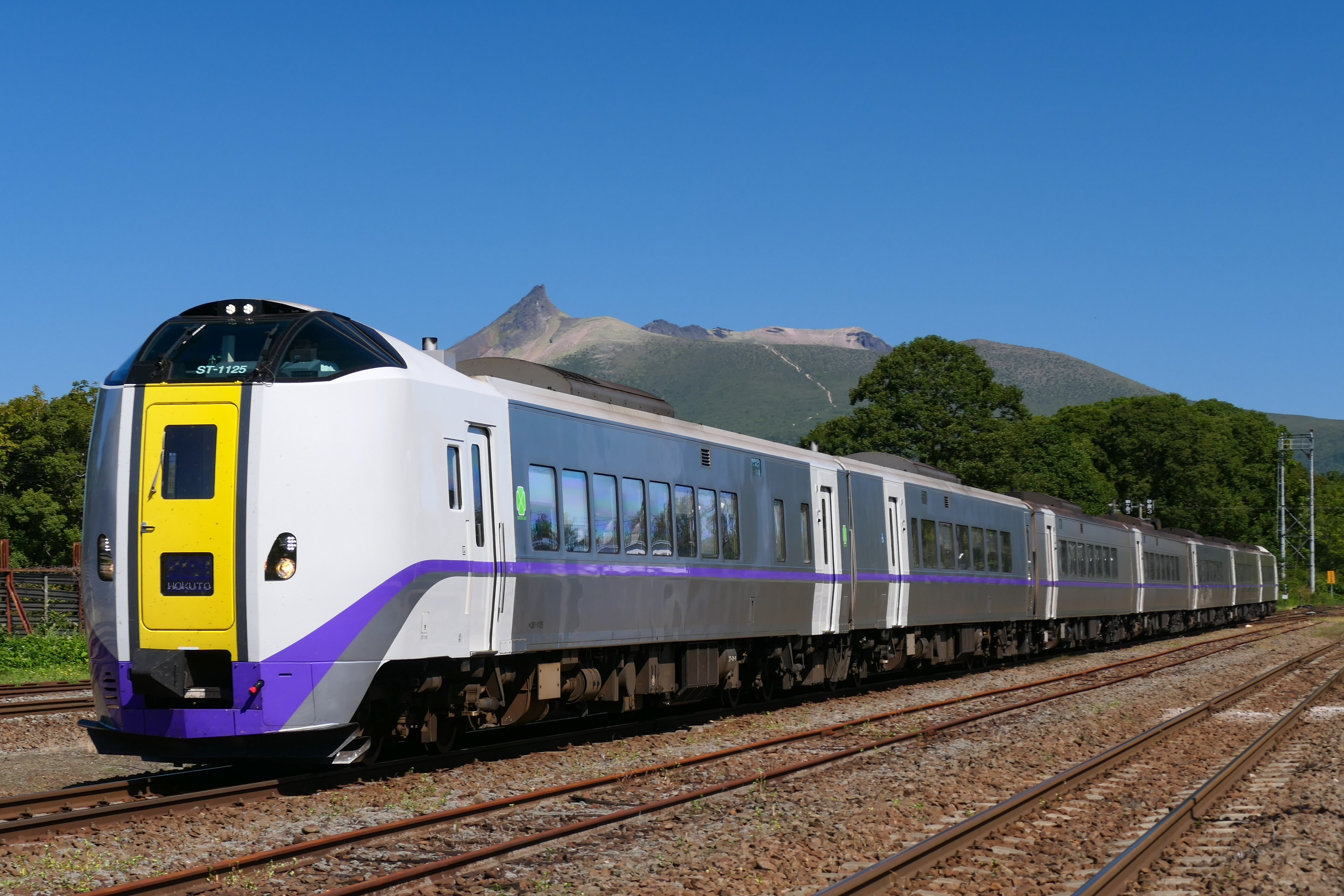
KiHa 261
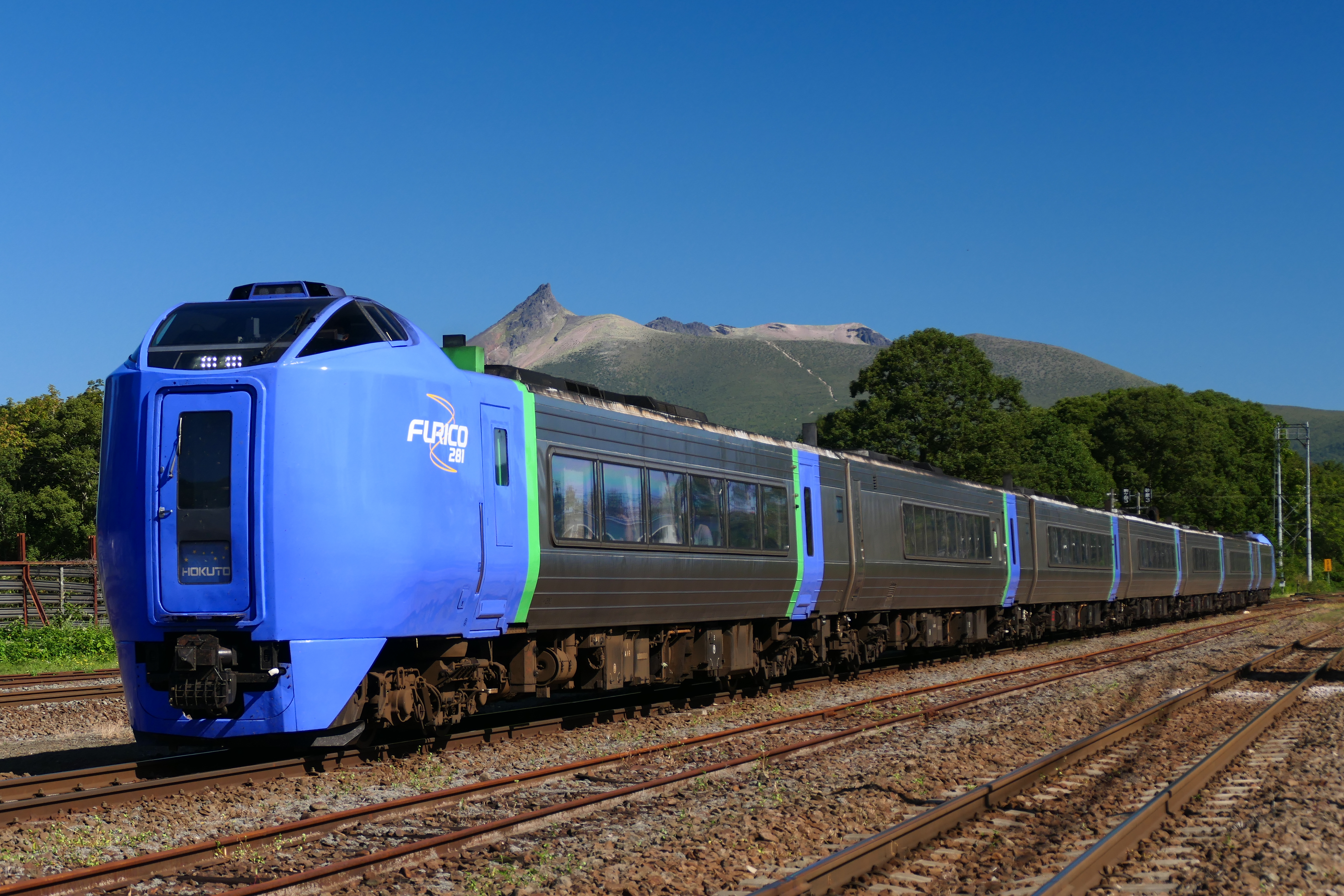
KiHa 281
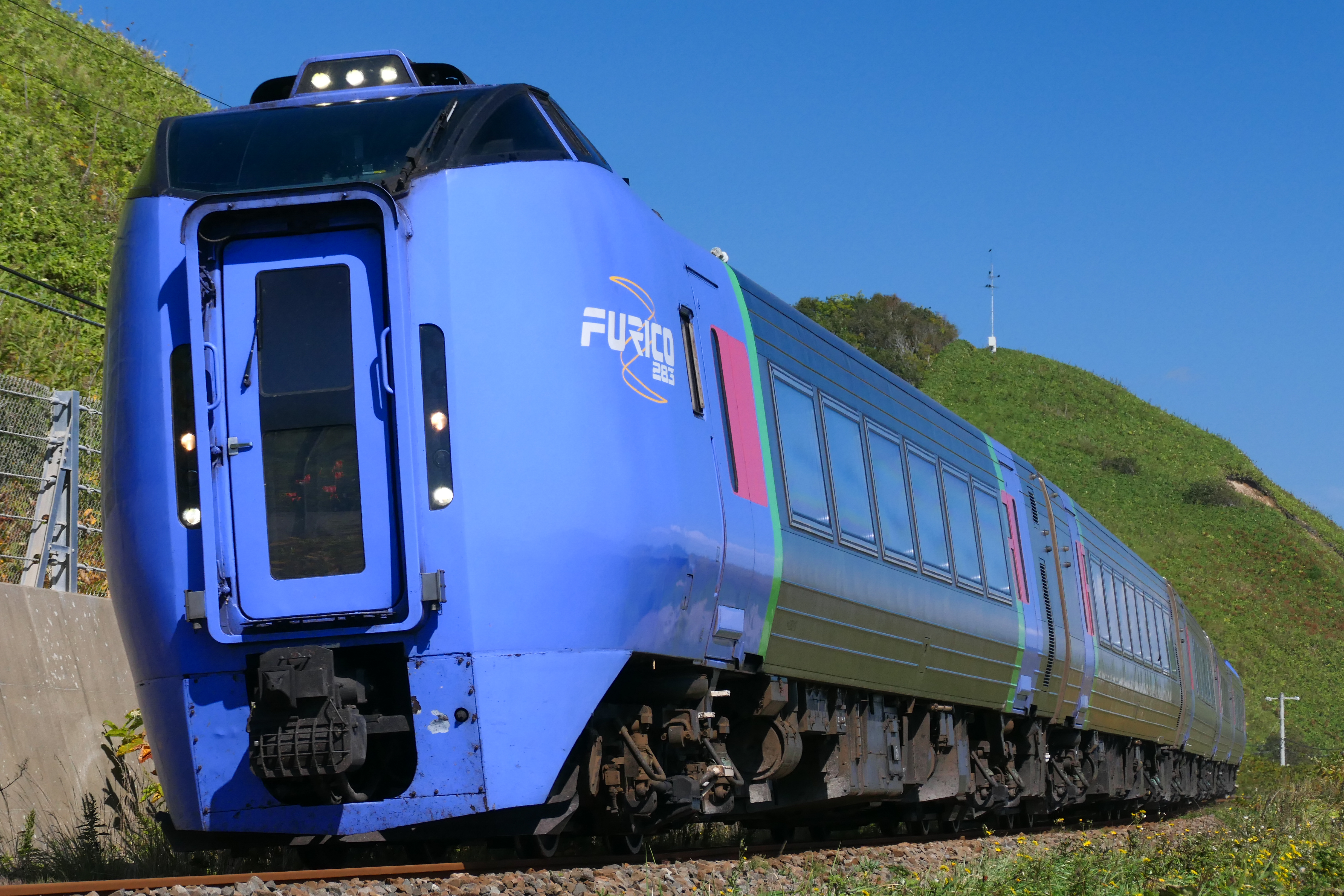
KiHa 283
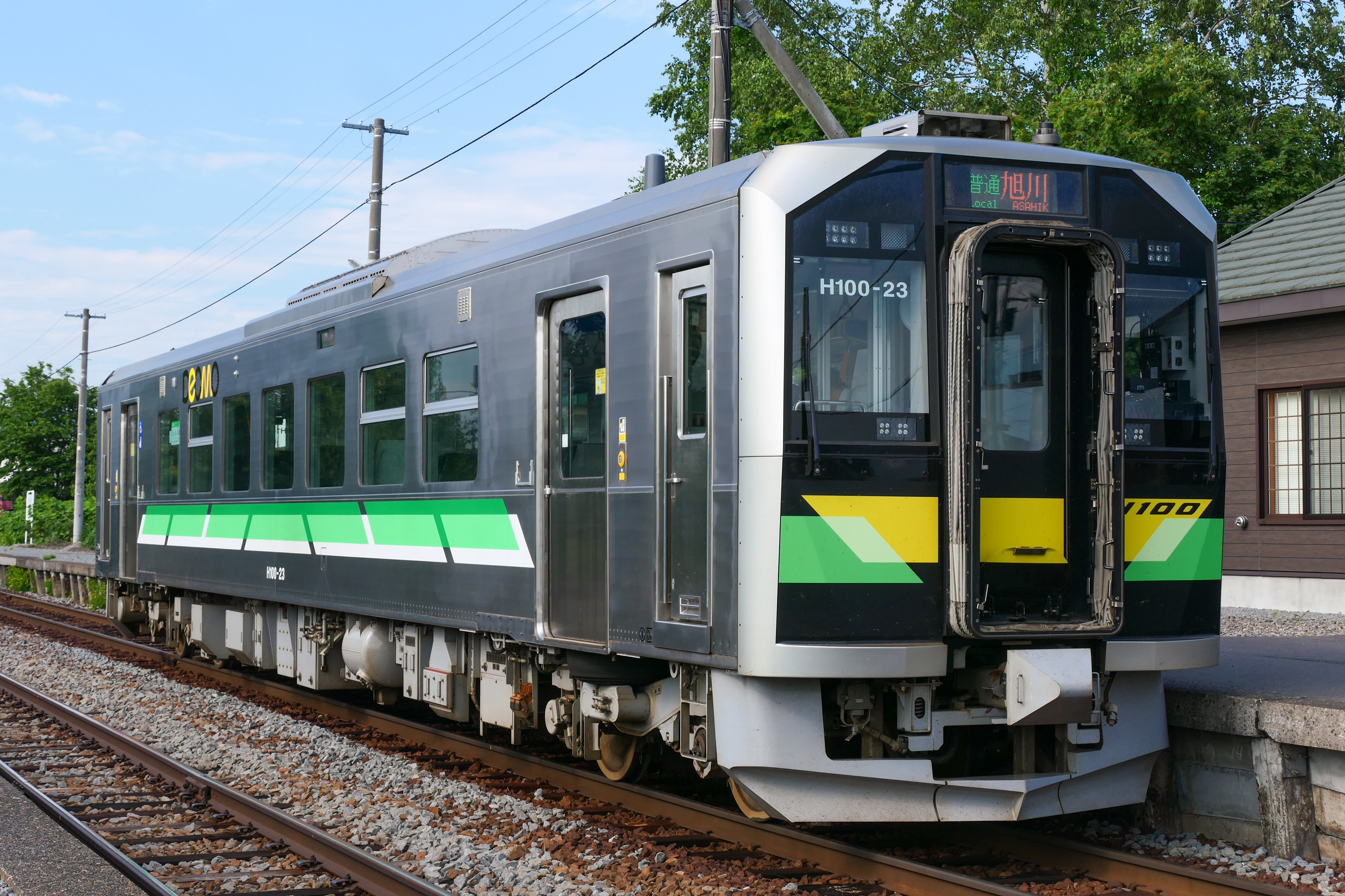
Sèrie H100